# Cratere Ivon
Ivon è un cratere sulla superficie di Giapeto.